# Cantonul Bourg-Saint-Maurice
Cantonul Bourg-Saint-Maurice este un canton din arondismentul Albertville, departamentul Savoie, regiunea Rhône-Alpes, Franța.

## Comune
- Bourg-Saint-Maurice (reședință)
- Les Chapelles
- Montvalezan
- Sainte-Foy-Tarentaise
- Séez
- Tignes
- Val-d'Isère
- Villaroger